# Poliopastea nigritarsia
Poliopastea nigritarsia là một loài bướm đêm thuộc phân họ Arctiinae, họ Erebidae.